# Rue Labat-de-Savignac
La rue Labat-de-Savignac (en occitan : carrièra Labat de Savinhac) est une voie de Toulouse, chef-lieu de la région Occitanie, dans le Midi de la France.

## Situation et accès

### Description
La rue Labat-de-Savignac est une voie publique. Elle se trouve dans le quartier de Guilheméry.
Elle est longue de 484 mètres.
La chaussée compte une seule voie de circulation à double-sens. Elle appartient à une zone 30 et la vitesse y est limitée à 30 km/h. Il n'existe ni bande, ni piste cyclable.

### Voies rencontrées
Le rue Labat-de-Savignac rencontre les voies suivantes, du sud au nord (« g » indique que la rue se situe à gauche, « d » à droite) :
1. Avenue de la Gloire
2. Rue Eugène-Lozes (d)
3. Rue Clément (g)
4. Rue Subleyras (d)
5. Rue Lagrénée (d)
6. Rue Injalbert (g)
7. Rue du Poisson (d)
8. Rue Jean-Pégot (d)
9. Rue d'Aboukir (d)
10. Rue Paul-Désiré (d)
11. Rue de Griffoulet (g)
12. Rue Jean-Timbal (d)
13. Rue Galilée

### Transports
La rue Labat-de-Savignac n'est pas directement desservie par les transports en commun Tisséo. Elle débouche cependant au nord sur l'avenue de la Gloire, parcourue par la ligne de bus 1936. Au sud, le long de l'avenue Jean-Rieux, se trouvent les arrêts de la ligne du Linéo L1.

## Odonymie
Le nom de la rue rend hommage à Hyacinthe de Labat de Savignac (1709-1784), architecte originaire de Bordeaux, qui réalisa plusieurs hôtels particuliers pour l'aristocratie toulousaine. Ce nom lui a été donné par décision du conseil municipal en 1935.
Jusqu'à cette date, elle était une partie du chemin de Griffoulet, qui reliait la route de Castres (actuelle avenue Camille-Pujol) au chemin de la Colombette (actuelle avenue de la Gloire) en serpentant sur le coteau de Guilheméry (parties des actuelles rues Jean-Micoud et du Professeur-Jean-Martin, côté nord de la place Marius-Pinel, partie de la rue Galilée et rue Labat-de-Savignac). Le nom de « Griffoulet » s'est d'ailleurs conservé pour une rue voisine. L'origine lui en vient des nombreuses sources qui, descendant du coteau, alimentaient un petit « griffoul » (grifol, « fontaine publique » en occitan, d'où le diminutif grifolet) dont l'aqueduc souterrain menait ensuite les eaux jusqu'à la fontaine de la place Saint-Étienne.

## Histoire
En 1882, le chemin partait de la route de Balma (actuelle avenue de la Gloire) et se terminait en cul-de-sac à la métairie Timbal. On le prolongea, ce qui détermina la formation de rues nouvelles.

## Patrimoine et lieux d'intérêt

### Cité de la Gloire
- no 57 : résidence Les Caroubiers (1973)[4],[5].

### Immeubles et maisons
- no 13 : immeuble (1950-1952, Angelino Torri)[6].
- no 19 : maison toulousaine (premier quart du XXe siècle)[7].
- no 29 : maison toulousaine (premier quart du XXe siècle)[8].